# Friedrich Berge

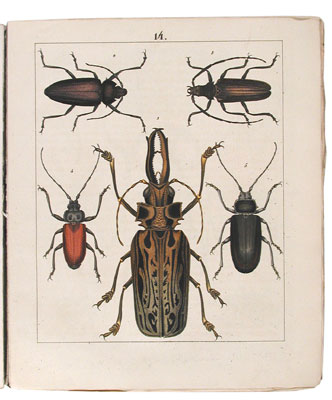
Tafel aus dem Käferbuch von Berge

Carl Friedrich Wilhelm Berge, genannt Friedrich Berge, auch Karl (* 11. Dezember 1811 in Stuttgart, Königreich Württemberg; † 19. September 1883 ebenda) war ein deutscher Naturforscher, Ornithologe und Entomologe. 

## Leben
Sein Vater war Schriftgießer im Cotta’schen Verlag in Stuttgart, er selbst war Bauassistent. Privat befasste er sich mit Naturforschung, worüber er mehrere Bücher veröffentlichte, unter anderem über Vögel, Schmetterlinge und Käfer.
Er war dreimal verheiratet: Die erste Ehe wurde geschieden, seine zweite Frau verstarb. In dritter Ehe heiratete er Amalie Bilfinger.

## Schriften
- Anweisung zur zweckmässigsten Behandlung der Cactuspflanzen in ihren verschiedenen Arten, Stuttgart: Scheible 1832
- Naturgeschichte der Schmetterlinge, Stuttgart: Hoffmannsche Verlagsbuchhandlung 1842
- Die Fortpflanzung europäischer und aussereuropäischer Vögel. Ein Beitrag zur Naturgeschichte derselben, Stuttgart, L.F. Rieger, 1840–1841
- mit Adolf Riecke: Giftpflanzen-Buch oder allgemeine und besondere Naturgeschichte sämmtlicher inländischen sowie der wichtigsten ausländischen phanerogamischen und cryptogamischen Giftgewächse, mit treuen Abbildungen sämmtlicher inländischer und vieler ausländischer Gattungen, Stuttgart: Hoffmann 1845,
- Käferbuch. Allgemeine und specielle Naturgeschichte der Käfer, mit vorzüglicher Rücksicht auf die europäischen Gattungen, Stuttgart: Hoffmann 1844
- Conchylienbuch  oder allgemeine und besondere Naturgeschichte der Muscheln und Schnecken nebst der Anweisung sie zu sammeln, Stuttgart: Scheitlin und Krais 1850